# Masques de cire
Pour plus de détails, voir Fiche technique et Distribution.
Masques de cire (Mystery of the Wax Museum) est un film d'épouvante américain en Technicolor, réalisé par Michael Curtiz, sorti en 1933.

## Synopsis
Londres, 1921. Le sculpteur Ivan Igor fait visiter son musée de cire à un ami et à un investisseur. Il leur montre fièrement les statues de Jeanne d'Arc, de Voltaire, et de Marie-Antoinette, son chef-d'œuvre, qu'il a lui-même sculptées. Malheureusement, la fréquentation du musée est insuffisante et son associé, Joe Worth, las de perdre de l'argent, lui propose de mettre le feu au musée pour toucher la prime de l'assurance. Les deux hommes ne sont pas d'accord et se battent. Dans la bagarre, Joe Worth parvient à mettre le feu et s'échappe, laissant Igor inanimé et seul dans le musée.
New York, 1933. Igor a survécu au terrible incendie qui a détruit son musée et prépare l'ouverture d'un nouveau musée de cire. Il a été gravement blessé dans l'incendie du musée : ses mains ont été brûlées et il se déplace désormais en fauteuil roulant. Il doit maintenant compter sur ses assistants pour créer de nouvelles sculptures.
Pendant ce temps, l'intrépide journaliste Florence Dempsey, sur le point d'être licenciée de son journal faute de scoops, décide d'enquêter sur le suicide de Joan Gale qui lui paraît suspect. Pendant ce temps, un monstre hideux vole le corps de Joan Gale de la morgue. Lorsque les enquêteurs constatent le vol du corps, ils soupçonnent George Winton, fils d'un puissant industriel, de l'avoir fait assassiner et fait voler le corps pour empêcher une autopsie. Florence lui rend visite en prison mais ne croit pas en sa culpabilité.
La colocataire de Florence est Charlotte Duncan dont le fiancé Ralph travaille comme assistant au nouveau musée de cire d'Igor. Florence a donc l'occasion de visiter le musée et elle remarque une étrange ressemblance entre une figure de cire de Jeanne d'Arc et le visage de Joan Gale. Pour sa part, Igor qui ne connaissait pas Charlotte constate une étrange ressemblance entre le visage de celle-ci et son ancienne sculpture de Marie-Antoinette.
Igor emploie un couple de personnages louches : Le professeur Darcy, toxicomane, et Hugo un sourd-muet. Darcy travaille également pour Joe Worth, qui fait dans la contrebande d'alcool à New York. L'un de ses clients n'est autre que George Winton.
Alors qu'elle enquête sur une vieille maison où Worth stocke son alcool de contrebande, mitoyenne au musée, Florence y découvre un monstre qui y rode, ainsi qu'un cercueil en bois. Elle prévient la police, qui investit les lieux. Celle-ci ne peut prouver l'existence de liens avec la disparition du corps de Joan Gale. Darcy, présent sur les lieux, est emmené au poste de police. En état de manque, il finit par craquer et avoue être complice de plusieurs meurtres récents.
Charlotte rend visite à Ralph au musée, elle est alors piégée par Igor qui profite de l'occasion. Ralf est assommé par Igor. En se défendant, Charlotte martèle le visage d'Igor, brisant un masque de cire et dévoilant ainsi un faciès horriblement défiguré. Igor lui montre le cadavre de Joe Worth, que Darcy avait été traqué pour lui. Quand elle s'évanouit, il la ligote et la place sur une table, avec l'intention de l'asperger avec de la cire fondue afin de la transformer en Marie-Antoinette. Florence conduit la police au musée juste à temps : on s'aperçoit alors qu'Igor n'est aucunement paralysé, il lutte même efficacement contre les policiers mais finit par culbuter au-dessus de la cuve de cire bouillante. Revenu à lui, Ralf éloigne la table où est attachée Charlotte pour lui éviter des projections de cire.
Lorsque Florence rapporte son histoire à son rédacteur en chef, il lui propose le mariage. George Winton attend Florence en bas sur le trottoir. Florence accepte la proposition de son rédacteur en chef.

## Fiche technique
- Titre : Masques de cire
- Titre original : Mystery of the Wax Museum
- Réalisation : Michael Curtiz
- Scénario : Carl Erickson (en) et Don Mullaly, d'après The Wax Works, nouvelle non publiée de Charles S. Belden
- Photographie : Ray Rennahan
- Montage : George J. Amy
- Musique : Cliff Hess (non crédité)
- Directeur artistique : Anton Grot
- Producteur : Henry Blanke
- Société de production et de distribution : Warner Bros
- Format : couleur (Technicolor bi-chrome) - 1,37:1 - son : Mono (The Vitaphone Corporation)
- Pays d’origine : États-Unis
- Langue : anglais
- Genre : film d'épouvante, film fantastique
- Durée : 77 min
- Dates de sortie :
  - États-Unis : 18 février 1933
  - France : 12 mai 1933
- Affiche : Joseph Koutachy (France)

## Distribution
- Glenda Farrell : Florence Dempsey
- Lionel Atwill : Ivan Igor
- Fay Wray : Charlotte Duncan
- Frank McHugh : Jim
- Allen Vincent : Ralph Burton
- Gavin Gordon : George Winton
- Edwin Maxwell : Joe Worth
- Holmes Herbert : Dr Rasmussen
- Claude King : M. Galatalin
- Arthur Edmund Carewe : Sparrow, Prof. Darcy
- Thomas E. Jackson : le détective
- DeWitt Jennings : capitaine de police
- Matthew Betz : Hugo, le sourd et muet
- Monica Bannister : Joan Gale
- Tommy Dugan

Acteurs non crédités
- Frank Austin : le valet de Winton
- Otto Hoffman : l'assistant d'Igor
- Robert Homans : un sergent de police
- Lon Poff : l'homme de main

## Autour du film
- Avec Docteur X, Masques de cire est l'un des derniers films à utiliser le procédé Technicolor avec un prisme réduit (bleu et vert).
- Toutes les figures de cire du musée sont interprétés par des acteurs immobiles[réf. souhaitée]
- Le film fut considéré comme perdu de 1946 à 1969, avant qu'une copie soit retrouvée dans les archives de Jack Warner[réf. souhaitée].

### Films sur le même thème
- 1924 : Le Cabinet des figures de cire de Leo Birinsky et Paul Leni
- 1953 : L'Homme au masque de cire (House of Wax), remake du film de 1933 réalisé en relief stéréoscopique par André de Toth, avec Vincent Price dans le rôle du professeur.
- 1997 : Le Masque de cire de Sergio Stivaletti.
- 2005 : La Maison de cire de Jaume Collet-Serra (dont seul le lieu où se déroule l'action est commun avec le film original).